# Paspalum pectinatum
Paspalum pectinatum är en gräsart som beskrevs av Christian Gottfried Daniel Nees von Esenbeck. Paspalum pectinatum ingår i släktet tvillinghirser, och familjen gräs. Inga underarter finns listade i Catalogue of Life.